# Martín Osimani
Martín Osimani Silveira (Montevideo, 22 maggio 1981) è un cestista uruguaiano.

## Carriera
Con l'Uruguay ha disputato cinque edizioni dei Campionati americani (2005, 2007, 2009, 2011, 2015).